# Storsjön
El llac Storsjön (pronunciat ˈstuːˌʂœn, literalment "El Gran Llac") és el cinquè llac més gran de Suècia, amb una superfície de 464 km² i una profunditat màxima de 74 m. Es troba a 292 msnm, a la província de Jämtland al Comtat de Jämtland. Des de l'Storsjön l'aigua flueix cap al riu Indalsälven. La ciutat d'Östersund es troba a la riba est del llac, davant de l'illa de Frösön, la més gran del llac. Altres nuclis urbans a la seva riba són Krokom, Brunflo i Orrviken
Expliquen les llegendes de la zona que el llac és la casa on viu la criatura anomenada Storsjöodjuret. De tant en tant hi ha qui diu haver-la vist.